# Adriaen Hendriksz Verboom

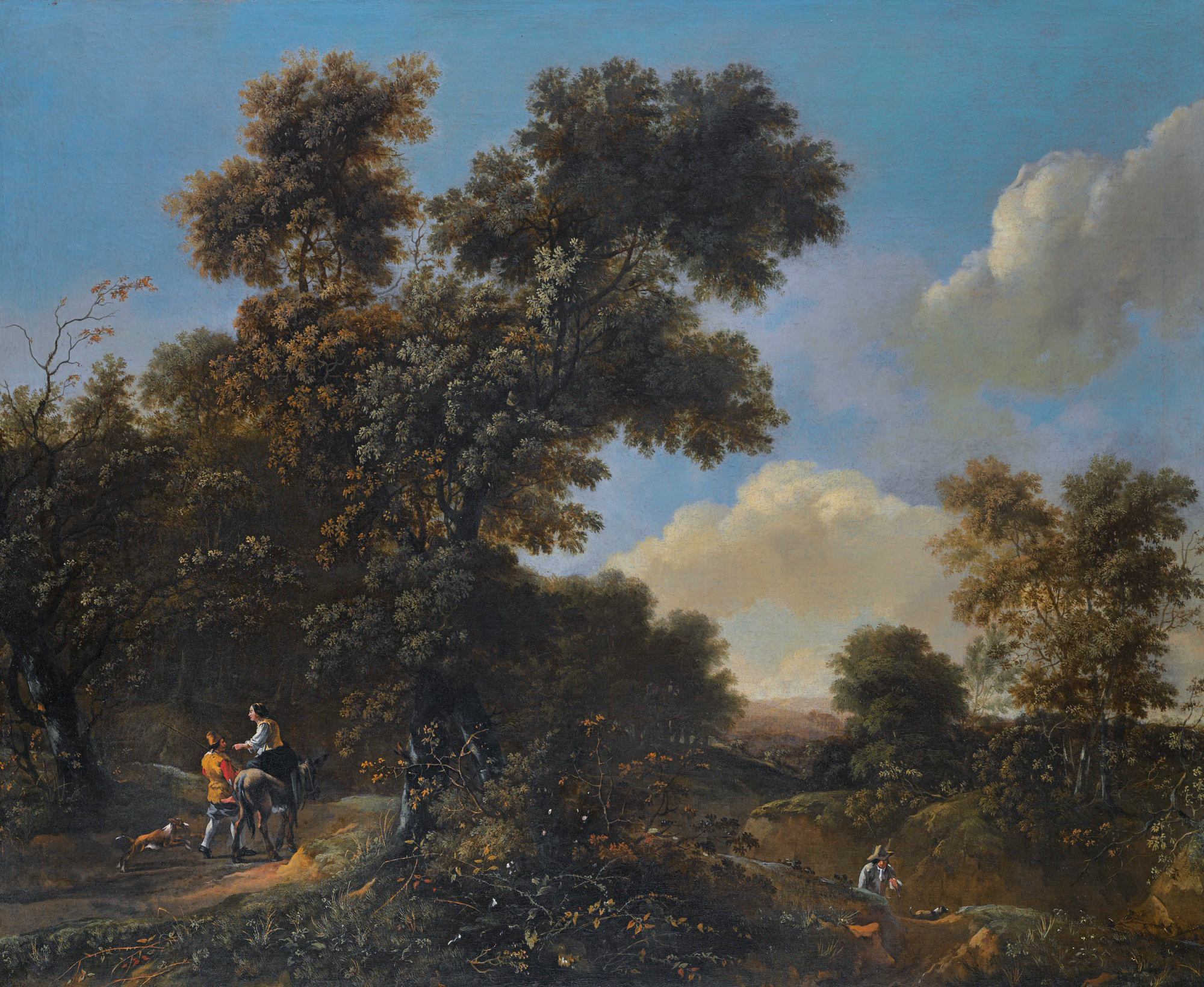
Bewaldete Landschaft mit Reisenden auf einem sandigen Weg

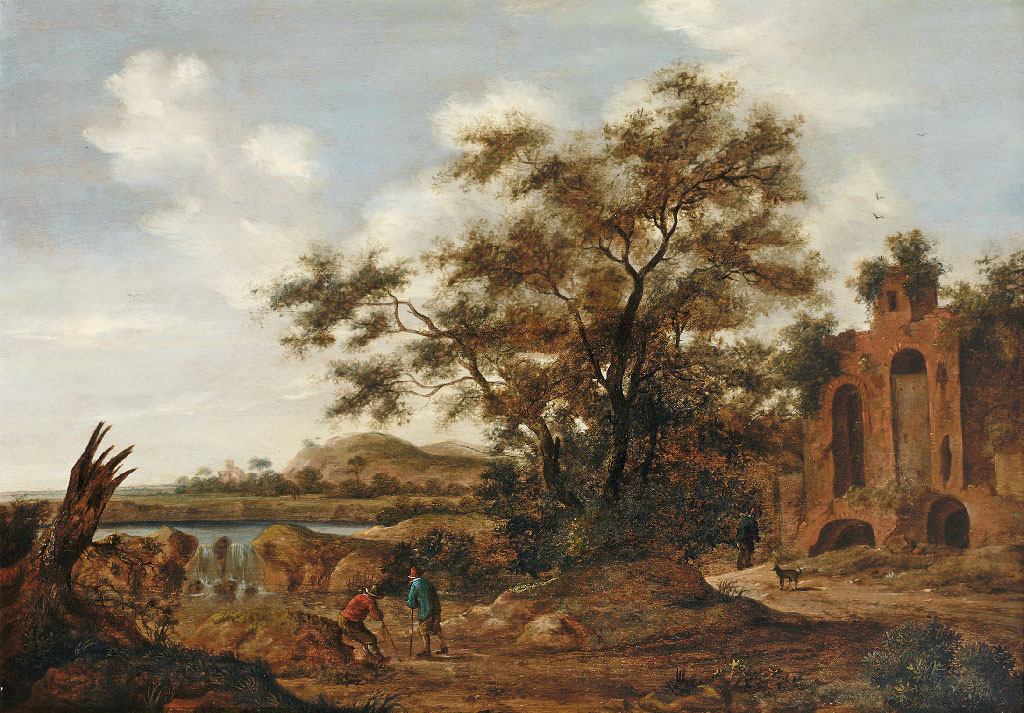
Bewaldete Flusslandschaft mit Reisenden an alter Ruine

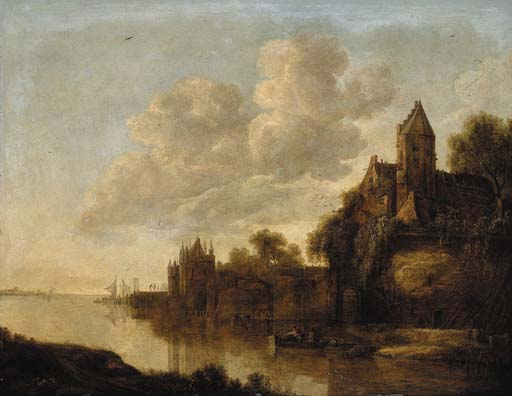
Schloss am Fluss, ca. 1650

Adriaen Hendriksz Verboom, auch Hendricksz, (* ca. 1627 in Rotterdam; † April 1673 daselbst) war ein niederländischer Maler und Radierer des Barock, der sich im Goldenen Zeitalter hauptsächlich der Landschaftsmalerei widmete.

## Leben
Adriaen Hendriksz Verboom wurde in Rotterdam geboren. Sein jüngerer Bruder Willem Hendriksz Verboom (1640–1718) war sein Schüler und wurde ebenfalls Landschaftsmaler. 1649 heiratete Adriaen Hendriksz Verboom in Rotterdam Meynarda Jans aus Enkhuizen. Er wirkte ab 1650 in Haarlem und ab 1661 längere Zeit in Amsterdam. Seine Frau veröffentlichte 1664 ihren Beitrag zur Querelle des femmes, das 296-zeilige Gedicht Plädoyer für unsere Mutter Eva, eine Kritik zu Joost van den Vondels Tragödie Adam im Exil aus demselben Jahr. 1666 erscheint Verboom im Malerregister von Jan Sysmus als Amsterdamer, im Gegensatz zu seinem in Rotterdam gebliebenen Bruder. Seine Frau erkrankte und verfasste daraufhin am 26. Juli 1667 ihr Testament. Am 29. Juli 1667 wurde ihre Leiche in der Oudezijds Kapel in Amsterdam beigesetzt, was fünfzehn Gulden kostete.
Als das Testament aufgesetzt wurde, wohnte das Paar in der Jodenbuurt, in einem Zimmer in der Breestraat (heute Jodenbreestraat) über den sephardisch-jüdischen Geschäftsmann Daniel Pinto (1610–1681), an der Ecke Sint Antoniesluis (Sankt Antoniusschleuse), der bis 1658 der Nachbar von Rembrandt van Rijn war. Rembrandt besaß bis zu seinem Bankrott das Nachbargebäude, das 1911 als Museum Het Rembrandthuis (Museum Das Rembrandthaus) eröffnet wurde. Vorherige Eigentümer von Daniel Pintos Haus waren unter anderem der Maler Cornelis van der Voort (1576–1624), der Kunsthändler Hendrick van Uylenburgh und der Maler Nicolaes Eliaszoon Pickenoy, von dem Pinto das Haus für 9.000 Gulden erwarb. Die Gegend galt im Goldenen Zeitalter als Künstlerviertel, in dem viele Maler, Kunsthändler und auch Juweliere wohnten.
Verboom kehrte irgendwann nach Rotterdam zurück, wo er starb und am 26. April 1673 beigesetzt wurde.
Seine Landschaftsmalerei scheint von Jacob van Ruisdael beeinflusst zu sein, die Figurenstaffagen in den Landschaften wurden im Laufe der Zeit jeweils Johann Lingelbach, Adriaen van de Velde, Philips Wouwerman, Jacob de Witt oder Gerrit Adriaensz Berckheyde zugeschrieben. Zu der Zeit war es nichts Ungewöhnliches, wenn Maler die Staffage von anderen Malern malen ließ. Viele flämische und niederländische Maler arbeiteten so an Bildern zusammen.
Adriaen Hendriksz Verboom war mit Werken in den Hamburger Sammlungen von Nicolaus Hudtwalcker und Emma Budge vertreten. Gemälde und Radierungen von ihm sind unter anderem in der Hamburger Kunsthalle, in der Gemäldegalerie Alte Meister der Staatlichen Kunstsammlungen Dresden, im Städel Museum in Frankfurt am Main, in der Graphischen Sammlungen Weimar, im Staatlichen Museum Schwerin, im Museum Rotterdam, im Museum Boijmans Van Beuningen in Rotterdam, im Rijksmuseum Amsterdam, im Amsterdam Museum, in Teylers Museum in Haarlem, im Museum De Lakenhal in Leiden, im Statens Museum for Kunst in Kopenhagen, im Schwedischen Nationalmuseum in Stockholm, in der Slowakischen Nationalgalerie, im Puschkin-Museum in Moskau, im Watford Museum, in der Courtauld Gallery in London, im Nostell Priory in Wakefield, in der Kelvingrove Art Gallery and Museum in Glasgow, in der Scottish National Gallery in Edinburgh, in der Art Gallery of South Australia, im Harvard Art Museums in Cambridge, Massachusetts, im Metropolitan Museum of Art in New York, in der Morgan Library & Museum in New York, im J. Paul Getty Museum in Los Angeles, im Philadelphia Museum of Art, Museum of Fine Arts, Boston und im Fine Arts Museums of San Francisco zu finden.

## Namensvarianten
- Adriaen, Adrian, Adrien, Adryaen, Abraham
- Hendriksz, Hendriksz. (Abkürzung), Hendrikszoon, Hendricksz, Hendricksz. (Abkürzung), Hendrickszoon
- Verboom, Ver Boom, van Boom, van der Boom, von Boom

## Akerboom
In Arnold Houbrakens Lexikon De groote schouburgh der Nederlantsche konstschilders en schilderessen (1718–1719) tauchte erstmals der Name Akerboom auf. In der deutschen Übersetzung von Alfred von Wurzbach Arnold Houbraken’s grosse Schouburgh der niederländischen Maler und Malerinnen von 1880, Band I, ging Wurzbach von einem Druckfehler aus, der den Namen A. Verboom in Akerboom verwandelte und so einen neuen Maler schuf. In der Übersetzung auf Seite 318 beließ er den Namen Akerboom, während er im Inhaltsverzeichnis auf Seite 465 Verboom (Akerboom), Abraham, Maler, 318 eintrug. In seinem Niederländischen Künstlerlexikon: mit mehr als 3000 Monogrammen, Band 2, von 1910 wies Wurzbach noch einmal darauf hin, distanzierte sich aber diesmal von dem Vornamen Abraham, der in älteren Lexika auftauchte. Der Name Akerboom wurde von verschiedenen älteren Lexika aufgenommen, wie zum Beispiel das Allgemeine Künstlerlexikon (1779) von Johann Rudolf Füssli und Hans Heinrich Füssli. 1910 wurde angedeutet, dass es den Maler Akerboom gegeben haben könnte. Als Grund dieser Annahme wurde angegeben, dass kein Bezug Verbooms zur Stadt Doornik (in Wurzbachs Übersetzung Tournay) bekannt sei, die Houbrakens Akerboom in einem Gemälde dargestellt haben soll.

## Restituierte und vermisste Werke

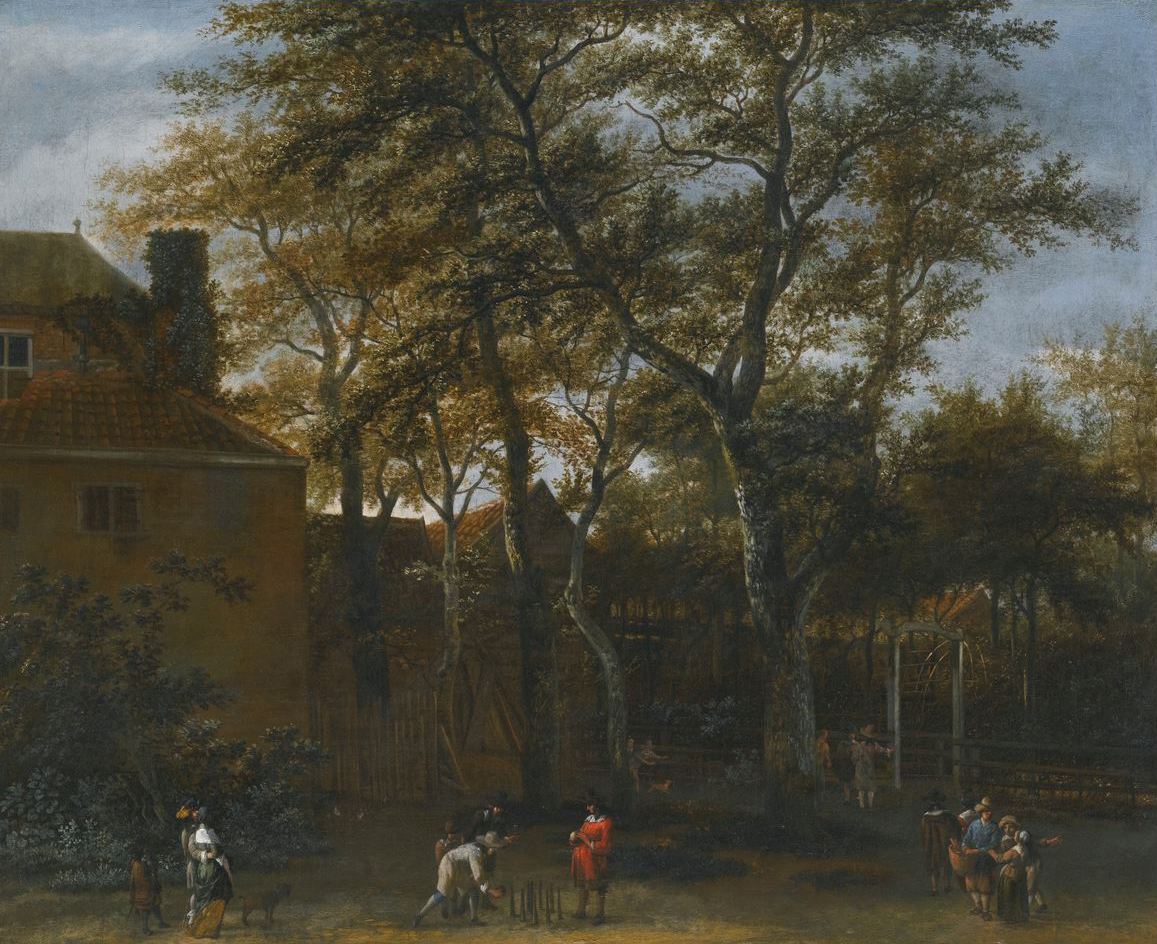
Vier Männer spielen Kegeln im Garten, mit Zuschauern oder auch Das Kegelspiel aus der ehemaligen Sammlung von Emma Budge

- Für das von Adolf Hitler geplante Führermuseum in Linz wurde von dem Sonderauftrag Linz auch ein Werk von Adriaen Hendriksz Verboom beschafft. Das um 1653 mit Öl auf Leinwand gemalte Gemälde trug den Titel Landschaft mit Turm und Wasserfall, im Vordergrund ein Maler und hatte die Maße 64,5 × 72 cm. Das Werk wurde von Erhard Göpel 1944 für Linz übergeben. Dieser hatte es bei einer Auktion von dem Kunsthändler Frederik Muller & Co in Amsterdam ersteigert. Nach dem Einmarsch der U.S. Army im Süden Deutschlands im Zweiten Weltkrieg wurde das Gemälde beschlagnahmt und dem Munich Central Collecting Point am 11. Oktober 1945 übergeben. Dort war es bis zum 29. April 1946 und wurde dann an die Niederlande übergeben.[11]

- 2004 musste bei Sotheby’s in London die Versteigerung des Ölgemäldes Elegante Gesellschaft beim Kegelspiel (68 × 55,7 cm) von Verboom abgesagt werden, weil sich herausstellte, dass das Werk als vermisst gemeldet und Teil der Kunstsammlung der Hamburgerin Emma Budge war, die entgegen ihrem letzten Willen 1937 in Berlin bei Paul Graupe versteigert wurde. Das Gemälde trug damals den Titel Das Kegelspiel und wurde Job Adriaensz Berckheyde zugeschrieben.[12] 1982 wurde das Gemälde, das diesmal dem Bruder Gerrit Adriaensz Berckheyde zugeschrieben wurde, bei Sotheby’s in London versteigert. Zwei Versteigerungen bei Sotheby’s folgten, 1988 in New York und 1990 in London. Vor der Versteigerung im Jahre 2004 wurde das Gemälde von zwei Kunsthistorikern vom Rijksbureau voor Kunsthistorische Documentatie Adriaen Hendriksz Verboom zugeschrieben, während die Figuren darin Gerrit Adriaensz Berckheyde zugeschrieben wurden. Man einigte sich 2004 mit dem Verkäufer des Bildes, sodass es noch im selben Jahr zum halben Schätzpreis des Marktwertes von der Henry und Emma Budge-Stiftung gekauft wurde.[13] 2013 wurde das Gemälde, diesmal mit dem Titel Vier Männer spielen Kegeln im Garten, mit Zuschauern, wieder bei Sotheby’s in London versteigert. Eine etwas größere Kopie des Werks (74,4 × 59,1 cm) wurde 2007 bei Christie’s in New York versteigert. Das Gemälde wurde ebenfalls Verboom und Gerrit Adriaensz Berckheyde, der die Figuren malte, zugeschrieben.[14]

- Bei der Koordinierungsstelle für Kulturgutverluste Lost Art ist ein vermisstes Gemälde von Adriaen Hendriksz Verboom gelistet mit dem Titel Schweine am Eichwald. Das Gemälde war seit mindestens 1765 im Besitz der Gemäldegalerie Alte Meister der Staatlichen Kunstsammlungen Dresden. 1937 befand es sich in den Diensträumen der damaligen Nebelabteilung I in Königsbrück. Das mit Öl auf Leinwand gemalte Bild hat die Maße 68[15] oder 78 × 65,5 cm.[16]

## Werke (Auswahl)
(Breite × Höhe)

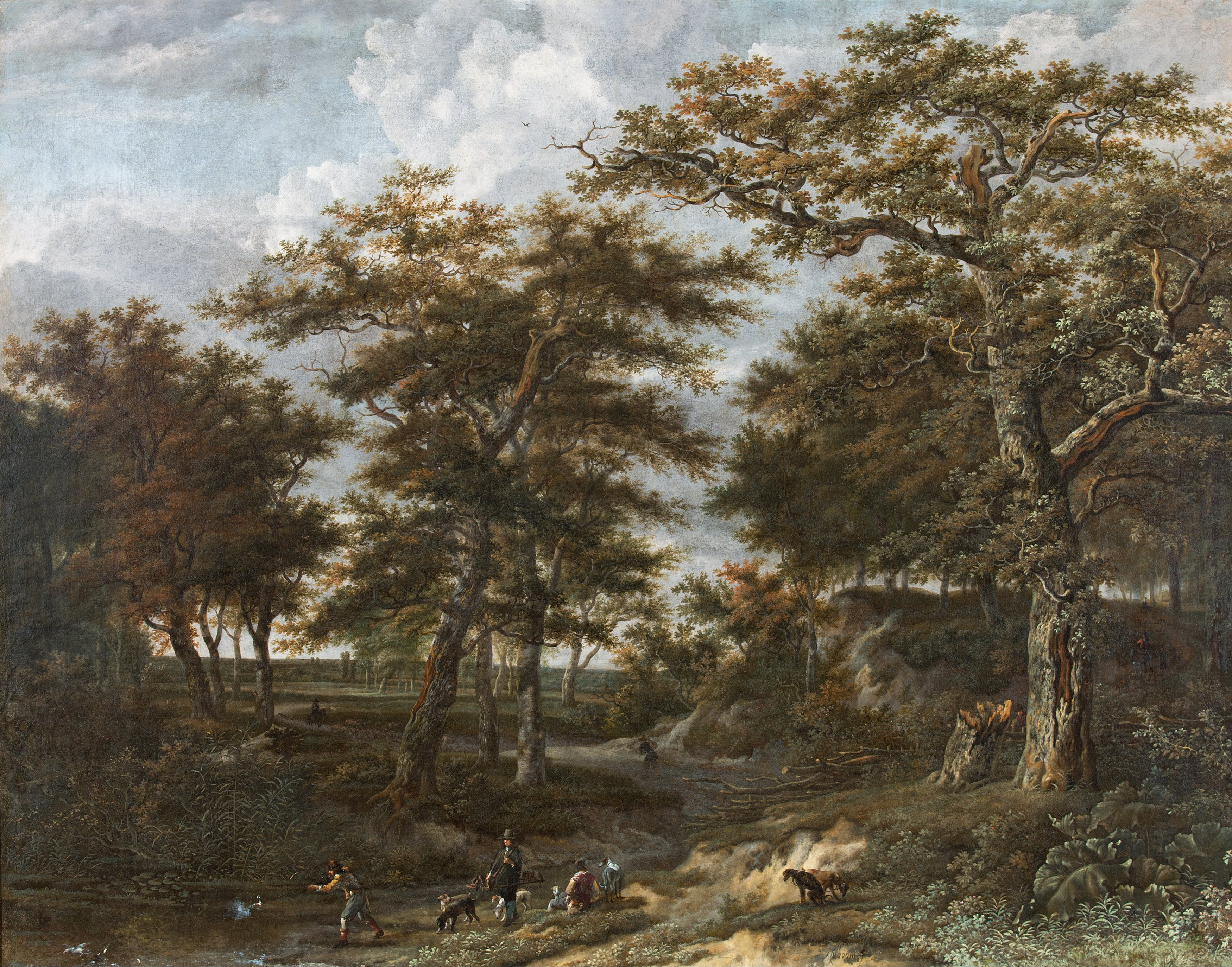
Landschaft mit Jäger, ca. 1660er Jahre, Figuren von Johann Lingelbach, Art Gallery of South Australia

- 1653: Waldszene, Öl auf Leinwand, 333 × 230 cm, Signatur: A.H.V. Boom fecit Aº 1653 – Rijksmuseum Amsterdam
- 1653: Waldszene, Öl auf Leinwand, 333 × 230 cm – Museum Rotterdam
- 1654: Landschaft mit Bach und Brücke, Holztafelbild, Öl auf Eichenholz, 71,1 × 54,1 cm, Signatur: A.H.Boom 1654 – Slowakische Nationalgalerie
- 1657: Bewaldete Landschaft, Öl auf Leinwand, 82 × 62,5 cm, Signatur: A H vboom f 1657 – Museum Rotterdam
- 166?: Landschaft mit Jäger, Öl auf Leinwand, 161 × 125,5 cm, Figuren von Johann Lingelbach – Art Gallery of South Australia
- 16??: Landschaft mit Fischer, Holztafelbild, Öl auf Holz, 19,5 × 14,6 cm – Watford Museum
- 16??: Italienische Landschaft mit Bauern bei einer Ruine, Öl auf Leinwand, 64 × 68 cm – Nostell Priory
- 16??: Waldlandschaft mit einer Kirche auf einem Hügel, Öl auf Leinwand, 83 × 66 cm – Schwedisches Nationalmuseum
- 16??: Bauernhaus am Rande eines Waldes, Öl auf Leinwand, 80 × 65 cm – Schwedisches Nationalmuseum
- 16??: Angler am Waldbach, Öl auf Leinwand, 183 × 149 cm, Figur von Johann Lingelbach – Statens Museum for Kunst
- 16??: Weg zum Haus, Öl auf Leinwand, 78,5 × 67 cm, Figuren von Johann Lingelbach, Signatur: AV boom f – Statens Museum for Kunst